# Barry O'Brien
Barry O'Brien (nascido em 1959) é um roteirista e produtor estadunidense, de alguns episódios de séries como CSI: Miami e Hannah Montana.